# Иноверцы в иудаизме
Отношение к иноверцам в иудаизме и еврейской среде в разные эпохи было различным. В библейский период восприятие иноверцев определялось различными религиозными представлениями, как об избрании народа Израиля Богом, так и об универсальности Бога с которым так или иначе связаны все народы, а также текущими историческими обстоятельствами. Отношение законоучителей Талмуда и последующих иудейских авторитетов к иноверцам включало широкий диапазон мнений. К Средним векам экономические и социальные условия в христианских и исламских странах стали причиной учащения контактов евреев с иноверцами, что привело к смягчению, а затем и отмене ряда связанных с данным вопросом галахических постановлений. В ещё более положительных выражениях высказывался ряд галахических авторитетов начиная с XVIII века. Современный ортодоксальный иудаизм разделяет основные позиции ахароним: законы справедливости, которые провозгласил иудаизм, равны для всех людей вне зависимости от их национальности и вероисповедания.

## Термины
Еврейская Библия употребляет в отношении иноверца слова др.-евр. נָכְרִי‬ нохри («чужой», «инородец») и זָר зар (имеет также другие значения «посторонний» и «непосвящённый»). В Талмуде и последующей раввинистической литературе до периода ахароним использовалось слово нохри (часто заменяемое цензурой на аббревиатуру аккум как обозначение идолопоклонников и язычников), а также גּוֹי гой (мн. число — גּוֹיִם, гоим; в Библии это слово имело значение «народ», «народы») в значении «иноверец» вообще и «христианин» в частности. Семантическая дифференциация «гойим» происходит в эллинистический период, и слово начинает использоваться в основном по отношению к иным народам. В литературе ахароним и современной лексике это слово имеет значения как «народ» (обычно о неевреях), так и употребляется в отношении отдельных иноверцев.

## Библейский период
За исключением некоторых книг так называемой «литературы мудрости» (в первую очередь Притчей, Иова и Екклесиаста), Библию можно рассматривать как одно длинное обсуждение того, что отличает народ Израиля от всех других народов мира. Это различие основано на уникальном завете, избрание Израиля Богом, создателем вселенной, чего никакой другой народ о себе не заявлял. Согласно Библии, Израиль имеет постоянные, хотя всегда сложные, отношения с единым Богом; у язычников их нет вовсе. С другой стороны, универсальность Бога Израиля подтверждается тем, что все народы, все люди, связаны с этим Богом тем или иным образом. Связь Израиля с Богом является привилегированной, поскольку она более прямая и всеобъемлющая.
Библия демонстрирует общую тенденцию препятствовать этническому и в первую очередь культовому сближению с иноверцами, но определяет статус иноверца в обществе израильтян в качестве гера, практически уравнивая его в правах и обязанностях (Лев. 24:16, 22; Чис. 9:14; 15:15). Библия многократно повторяет, что в общении с иноверцами евреи должны не забывать, что «вы сами были пришельцами в земле Египетской» (Исх. 22:20; Лев. 19:34; Втор. 10:19). Известен призыв Иезекииля разделить в возрождённом Израиля землю «в наследие себе и иноземцам, живущим у вас, которые родили у вас детей; и они среди сынов Израилевых должны считаться наравне с природными жителями, и они с вами войдут в долю среди колен Израилевых» (Иез. 47:22, 23).
Также библейские тексты показывают и иное, иногда дискриминационное отношение, что определяло различное отношение к разным соседям, различную меру религиозного рвения духовных лидеров и светских правителей евреев. Так, Авраам и Исаак не желали породниться с ханаанейцами и хеттами, взяв своим сыновьям в жены своих родственниц из арамеев (Быт. 24:2—4; 27:46; 28:1, 2). Сыновья Иакова, Иуда и Иосиф, заключили брак, первый с ханаанеянкой, второй — с дочерью египетского жреца (Быт. 38:2; 41—45). Моисей женился на дочери жреца из мидианитов (Исх. 2:16, 21) и эфиопке из народа Куш (Чис. 12:1). Тексты Второзакония строго запрещали породняться с враждебными евреям аммонитянами и моавитянами, но менее сурово относятся к эдомитянам, бывшими, по Библии, потомкам Исава, и к египтянам, среди которых евреи долго жили (Втор. 23:4—9). Духовные вожди, вероятно, опасались влияния иноверческих культов, с которыми евреи столкнулись в Египте и в ходе завоевания Ханаана, что определило указания уничтожить семь народностей, которые населяли Землю обетованную, разрушить святилища этих народов, свергнуть их идолов и не заключать с ними браков (Исх. 34:11—16; Втор. 7:1—5). Библейское законодательство многократно требовало абсолютного признания Яхве в качестве единственного творца и властителя вселенной, из чего вытекал запрет любого идолопоклонства и аморальных обычаев и культов, которые последовательно клеймились как «мерзость» и «скверна» (Лев. 18:26—30; Иез. 20:7, 8 и др.).

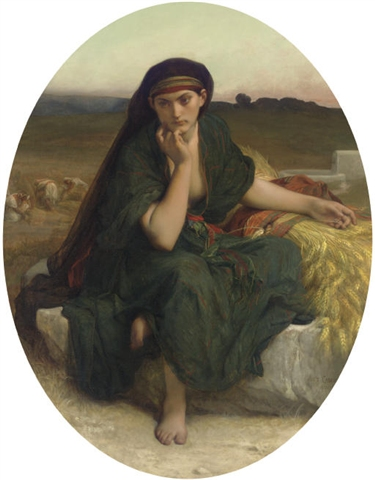
«Праматерь царей» (ББ. 91б) моавитянка Руфь (Александр Кабанель, Руфь, 1868)

После обоснования евреев в Ханаане, и особенно после создания единого Израильского государства, отчуждение к иноверцам ослабло. После раскола царства Иудея и Северное Израильское царство активно контактировали с соседними народами, знатные еврейские семьи, включая царей, заключали браки с иноверцами. Прабабку царя Давида моавитянку Руфь еврейское предание именует «праматерью царей» (ББ. 91б); среди жён Давида была дочь Фалмая, царя Гессура (2Цар. 3:3); большое число иноверцев было, как считается среди многочисленных жён и наложниц царя Соломона, включая выходцев из запрещенных для заключения брака народов моавитянок, аммонитянок и др. (I Ц. 11:1). Царь Ахав женился на Изевель, дочери царя Тира.
Требования не родниться с иноверцами усилились в эпоху Вавилонского плена с целью предотвратить ассимиляции евреев. После возвращения в землю Израиля Ездра и Неемия, которые считали серьёзной угрозой смешанные браки, весьма распространившиеся среди изгнанных и в среде оставшихся на родине (Езд. 2:59; 9:1, 2; Неем. 13:23, 24), возглавили борьбу за непреложное исполнение библейских требований. Ездра и Неемия инициировали массовое изгнание нееврейских жён и их детей (Езд. 10:1—4, 10—12, 18, 19; Неем. 9:2; 13:1—3), чем они стремились пресечь смешение евреев с иноверцами, что было особенно вероятно учитывая тяжёлое экономическое положение иудеев и враждебное отношение со стороны самаритян и соседних народов к формирующейся автономии евреев (Езд. 4:4, 5; Неем. 4:1—3, 5, 10, 11; 5:1—5). Совсем другое отношение передаёт книга Руфь, которая проникнута терпимостью и благожелательным отношением к иноверцам. Борьба, начатая Ездрйо и Неемией, была продолжена позднее и через несколько поколений привела к созданию норм, которые стали обязательными для приобщения иноверцев к иудейской религии и акцентировали аспекты разобщения с нееврейской средой, включая религиозные, культовые и культурные.

## Талмуд и раввинистическая литература
Антиох IV Эпифан пытался заставить евреев земли Израиля отречься от иудаизма, что вылилось в частые столкновения с греко-сирийским населением Израиля. Гнёт и коррупция римских прокураторов и Первая Иудейская война в конце эпохи Второго храма стали причинами окончательного разграничения евреями и иноверцами, которое основано исключительно на вероисповедании. Гонения Адриана ещё больше акцентировали на этом внимание, что подчёркивает Талмуд (например, Иев. 61а), в котором общим местом стал запрет на вступление в брак с иноверцами, в Библии относившийся только к девяти народам.
Таннаи, законоучители первых веков н. э., эпохи Мишны, разработали концепцию нееврея как любого человека, который не является евреем, что стирает все этнические и социальные различия между другими. Мишна и Тосефта не делают четкого различия между различными типами неизраильтян. Римляне, греки, сирийцы, египтяне и др. определяются просто как неевреи, гои или нокрим.
Более неоднозначным, чем отношение к многобожеству, стало отношение иудаизма к христианству. Это новое учение, которое отошло от традиционного иудаизма, вызвало напряжённость и отторжение. Евреи называли христиан, начиная с ранних христиан, ноцрим, то есть последователями Иисуса из Назарета (Нацрата), — это обозначение сохранилось до настоящего времени. Если в современных европейских языках прилагательное христианский приобрело значение всего нравственного и достойного похвалы, то у евреев это слово получило неодобрительный оттенок, в основном по причине контраста между провозглашаемыми высокими христианскими идеалами (религии любви и смирения) и действительностью, включая погромы, дискриминацию и преследование евреев со стороны христиан. С течением времени иудеохристиане были отнесены к категории сектантов, которые отвергнуты и отлучены еврейской общиной как еретики (миним). Отвержение еретиков, которое провозглашается в ежедневной молитве Амида, исключило участие иудеохристиан в синагогальном богослужении, что завершило их отделение от иудеев.
После исчезновения иудеохристианских сект и победы нееврейского христианства стать христианином для еврея в течение веков означало отступиться от веры своих отцов и покинуть еврейскую общину. Лишь в новейшее время некоторые миссионерские и другие круги выдвинули идею, что еврей может уверовать в Иисуса Христа, признать его в качестве Мессии, то есть стать христианином и при этом оставаться евреем в этнонациональном контексте. Иудеи настаивали на исключительном праве на Библию и её верное истолкование и часто считали, что её христианское истолкование является ересью, фальсификацией и идолопоклонством. Христианство в целом иудеи также часто рассматривали как идолопоклонство, в особенности после того, как оно перестало быть иудейской сектой, стало господствующей религией и приняло свою средневековую форму, которая предполагает том числе использование в культовых целях изображений. Этот взгляд усиливался тем, что в течение многих веков на еврейскую философию влияла главным образом исламская мысль, в рамках которой, как и в иудаизме, понятие о Боге, в отличие от христианского, является строго монотеистическим.
В целом законоучители Талмуда относились к христианству отрицательно, но точнее это восприятие определить сложно, поскольку начиная с первой половины XIII века под воздействием католической цензуры, позднее принятой также другими христианскими церквами, во всех галахических и аггадических текстах текстах Галахи и Аггады) слово ноцри (христианин) заменялось неравнозначным мицри (египтянин), амалеки (амалекитянин), цдуки (саддукей) и кути (самаритянин). Кроме того, отношение законоучителей Талмуда и последующих иудейских авторитетов к иноверцам включало широкий диапазон мнений: от крайней неприязни и презрения (Шаб. 14б; Кт. 111а и другие) до их уравнения с евреями перед Богом и перед людьми (БК. 38а, 113б; Хул. 94а и др.). Причиной неприязни к иноверцам нередко было преобладавшее в конкретное время жестокое отношение со стороны нееврейской среды, что, среди прочего отражено в легенде, согласно которой «семь лет [после падения Бетара] язычники [нееврейское население земли Израиля] растили свои виноградники на крови евреев» (Гит. 57а), и в фразе, что «все народы ненавидят народ Израильский» (Быт. Р. 63:7). Другими причинами были идолопоклонство и суеверия, которые Библия называла обычаями «народа, который Я прогоняю от вас» (Лев. 20:23), а в Талмуде «обычаями аморреев» (Тосеф., Шаб. 6, 7), и пороками, с точки зрения иудаизма распространёнными в среде иноверцев (ср. Гит. 38а; Кид. 49б). Широкое разнообразие мнений в отношении иноверцев обуславливали также собственные убеждения и темперамент авторов. Согласно палестинскому аморе Иошуа бен Леви, жившему в первой половине III века, «В грядущем изопьют народы мира горькую чашу из рук Всевышнего» (Быт. Р. 16:4). Рабби Иоханану бар-Наппахе приписывается изречение: «Всякий отрицающий идолопоклонство называется евреем» (Мег. 13а).
В Талмуде говорится, что «[законоучители] запретили совместную трапезу [с неевреями] из-за их вина, а вино из-за их дочерей, а их дочерей из-за их богов» (Ав. Зар. 36б), что определялось опасением пагубного влияния иноверцев, которое вело к ассимиляции. Однако Талмуд предписывал гуманное и учтивое отношение к иноверцам с целью поддержания мирных отношений (ми-пней дархей шалом), избегать вражды (ми-пней эйва) и поругания имени Божьего (ми-пней хиллул ха-Шем). Талмуд содержит требование помощи неимущим из числа иноверцам, посещения больных иноверцев (биккур-холим в отношении иноверцев), хоронить их умерших, поздравлять иноверцев с их праздниками (Бр. 17а; Шви. 4:3; Тосеф., Ав. Зар. 1:3 и др.). Согласно Талмуду, праведники народов мира (хасидей уммот ха-‘олам), наряду с праведниками-евреями, получат удел в грядущем мире (олам ха-ба; Тосеф., Санх. 13:2; Ял. Шим., II Ц. 29б).
Большое внимание в Талмуде и более поздней раввинистической литературе уделяется статусу иноверцев в сфере гражданского права и судопроизводства. В галахическом законодательстве основным является представление, что для иноверцев также обязателен ряд универсальных — законов сыновей Ноя (Санх. 56; Майм. Яд., Хилхот млахим 8:10; 10:1-6). Эта литература признаёт иноверца в качестве субъекта права, который как истец или ответчик обладает тем же статусом, что и еврей. Исключительный пример юридического неравноправия составляет, однако необязательность возвращать иноверцу утерянное им (БК. 113б). Однако дискриминация иноверцев в Талмуде не одобряется и даже запрещается (ТИ. БМ. 2:5, 8в). Противоречивыми могут восприниматься исходящие из Библии представления, которые составили основу иудейского теологически-философского мировоззрения: идея избранности народа Израиля (Втор. 10:15; 14:2), повлиявшая на ограничительные законы и наставления относительно иноверцев, сочеталась с представлением о равенстве всего человеческого рода, что основано на библейском повествовании об общем праотце всех людей (Санх. 37а). В традиции это противоречие устраняется, акцентом на примате веры в единого Бога и следовании его заветам: «Тора была дана Богом Израилю для того, чтобы он удостоил ею все народы» (Танх., Дварим 3); «иноверец, соблюдающий предписания Торы, уподобляется первосвященнику» (Сифра, Ахарей мот 13:12); «в мире сем по вине иецер ха-ра [греховного начала] поссорились сотворенные Мною и разделились на семьдесят народов, но в мире грядущем все они объединятся в служении Мне» (Танх., Ноах 19).
В авторитетной раввинистической литературе нет единого мнения, считать ли христианство с его тринитарной и христологической догматикой, разработанной в IV веке, идолопоклонством (язычеством) или же приемлемой (для неевреев) формой монотеизма, известной в Тосефте как шитуф — термин подразумевает поклонение истинному Богу вместе с «дополнительными». Раввинскими авторитетами обсуждался вопрос, должны ли законы и запреты, касающиеся торговли и отношений с идолопоклонниками, распространяться также на христиан.
Для иудеев христианский мир представлялся воплощением Рима, символами которого являлись Эдом или Исав, злой силы этого мира, стремящейся к уничтожению Иакова-Израиля — олицетворения народа Израиля. Последний спасается лишь благодаря обетованию и милосердию Божьему. Некоторые иудейские еврейские мыслители, например, Иехуда ха-Леви и Маймонид, высказывали предположение, что христианство, которое признаёт божественное происхождение Библии и является менее политеистическим, чем обычное и «примитивное» язычество, служит орудием Провидения, задача которого состоит в постепенном приближении неевреев к истинной религии — иудаизму.
К Средним векам экономические и социальные условия в христианских и исламских странах стали причиной учащения контактов евреев с иноверцами, что привело к смягчению, а затем и отмене ряда связанных с данным вопросом галахических постановлений. Средневековые галахисты снисходительно относились к нарушению запретов в отношении взаимоотношений с иноверцами, включая употребление хлеба, вина, молочных и других продуктов, которые приготовлены иноверцами. Рассматривая эти и ряд подобных предписаний, один из наиболее авторитетных прованских раввинов Менахем бен Шломо Меири (1249—1316), в «Бет ха-бхира» («Дом избранный», то есть Храм; введение к трактату Авода Зара) писал: «В наши времена никто не следует этим обычаям, ни гаон, ни рабби, ни учёный». Меири Менахем разделял идолопоклонников с одной стороны, и христиан и мусульман — с другой. Единобожников он называл людьми, «которых сдерживает их вера», и призывал относиться к ним как к равным в экономическом и социальном аспектах, однако опасался, что результатом этого может стать утрата особенностей еврейского жизненного уклада. В этом Меири был последователем некоторых тосафистов, по словам которых «иноверцы в наших местах [то есть христиане] не поклоняются идолам, но чтят Творца небес и земли» (Тос. к Ав. Зар. 2а, к Санх. 63б и к Бх. 2б). Противоположную позиция занимал Маймонид, согласно которому, что «христиане [в цензурованных изданиях — кна’аним — ханаанеяне] являются идолопоклонниками» (Майм. Яд., Хилхот аккум 9:4) и к ним в полной мере должны применяться галахические ограничения.
Еврейская моралистическая литература Средневековья также демонстрирует двойственное отношение к иноверцам. Так, в «Сефер хасидим» содержатся наставления избегать любых связей с христианами, и в ряде мест произведение превосходит в этом отношении Талмуд, однако в нравоучительных разделах книги содержится призыв строго выполнять этические предписаний в отношениях с ними. Автор «Сефер-хасидим» и Моше бен Я‘аков из Куси считали, что долг еврея служить образцом добропорядочности для христиан и мусульман, «ибо Бог рассеял Израиль по всему миру, дабы его сыновья [своим поведением] обратили народы земли в почитателей нашей веры». Некоторыми более поздними авторитетами ещё настойчивее подчёркивалась необходимость смягчения в толковании галахических законов относительно иноверцев, в том числе христиан. Так, Ицхак бар Шешет Берфет писал в конце XIV века: «Мы не должны полагать, что такие ограничения [в отношении иноверцев] были созданы как твердо установленные предписания, которые нельзя изменять; наоборот, их первоначально создавали только для того, чтобы они отвечали нуждам данного поколения, данного места и данного времени» (респонс 119). Шломо бен Адерет (1235—1310), испанский раввин, крупнейший галахист своего поколения, называл христианство меньшей формой монотеизма, в которой отсутствует единый Бог иудаизма.
В поздней Античности и раннем Средневековье существовала еврейская антихристианская полемика. В раннем Средневековье произошли значительные изменения в терминах иудейско-христианских дебатов, вызванные выходом на сцену третьей стороны, ислама.
Некоторыми еврейскими мыслителями принимались христианские нормы, но они стремились при этом доказать, что эти нормы свойственны также иудаизму; другие подчёркивали противоречия между двумя религиями и отвергали то, что они считали христианскими нормами.

## Новое и Новейшее время
В значительно более положительных выражениях высказывался ряд галахических авторитетов на протяжении XVIII века. Так, силезский раввин и экзегет Иехиэль Михл бен Уззиэль утверждал, что «под термином аккум подразумеваются [во всех наших источниках] поклоняющиеся звёздам и планетам, то есть народы, которые не имеют какой-либо религии… что совершенно исключает… не отвергающих веру в Творца» («Незер ха-кодеш», 1719). Эту позицию разделял известный талмудист Меир бен Ицхак Эйзенштадт (Махарам Аш, 1670?-1744; «Паним меирот» 3:15, 1738). Крупный раввин Яков Эмден отмечал: «Уже давно известно, что те народы мира, которые признают основы Моисеева Закона, не считаются язычниками» («Шеелат Я‘бец» 1:41, 1736). Крупный галахический авторитет Иехезкель Ландау писал: «Я категорически заявляю, что… названия гой, аккум и т. п. ни в коем случае не могут применяться к народам, среди которых мы живём». Исраэль Лифшиц (1782—1860), известный своим выдающимся комментарием к Мишне, именовал христиан «наши братья среди народов Земли, признающие единство Бога, почитающие Священное Писание и соблюдающие законы Ноевых сынов» (комментарий к БК. 4:4).
Современный ортодоксальный иудаизм, исключая некоторые крайние малочисленные группы наподобие Лиги защиты евреев, разделяет основные позиции ахароним. Законы справедливости, которые провозгласил иудаизм, равны для всех людей вне зависимости от их национальности и вероисповедания и соблюдение их доступно для любого человека и обязательно по отношению ко всем. Мистический мессианский взгляд на процесс возрождения еврейского народа на своей исторической родине привёл небольшие группы крайних ортодоксально-националистических групп и лиц к идее отождествления этого процесса с завоеванием Ханаана и к отрицанию установлений Галахи, принятых в последних веков по отношению к иноверцам в земле Израиля.
Законодательство Израиля основано на принципе полного равноправия лиц любого вероисповедания перед гражданским и уголовным правом. Личный статус любых граждан Израиля определяют верховные религиозные учреждения вероисповеданий, к которым принадлежат граждане. Иски по вопросам личного статуса разбирают религиозные суды конкретных вероисповеданий. Их решения могут обжаловаться в высших государственных судебных органах.